# Carex brachystachys
Carex brachystachys Schrank  es una especie de planta herbácea de la familia de las ciperáceas.

## Descripción
Es juncia es parecida a Carex sylvatica pero con las glumas de color pardo - purpúreo y hojas muy estrechas, generalmente de menos de 1 mm de anchura.

## Distribución y hábitat
Es endémica de las montañas del centro y sur de Europa, llega a la península ibérica por los Pirineos. Crece en grietas y rellanos de roquedos calizos, sombríos y frescos en alturas de 1000 a 2350 m s. n. m. Florece en junio-julio y fructifica en julio-septiembre.

## Taxonomía
Carex brachystachys fue descrita por Franz Paula von Schrank y publicado en Naturhistorische Briefe über Oestreich, Salzburg, Passau, und Berchetsgaden 2: 285. 1785.
Etimología
Ver: Carex
brachystachys; epíteto latino que significa "espiga corta".
Sinonimia
- Carex strigosa All. (1785), nom. illeg.
- Carex valesiaca Suter (1802).
- Carex scheuchzeri Gaudin (1804).
- Carex compressa Kit. ex Willd. (1805), nom. illeg.
- Carex tenuis Host (1809), nom. illeg.
- Carex linearis Clairv. (1811).
- Carex mielichhoferi Willd. ex Kunth (1837), nom. inval.[3][4]